# Кинни (город, Миннесота)
Кинни (англ. Kinney) — город в округе Сент-Луис, штат Миннесота, США. На площади 12,6 км² (11,8 км² — суша, 0,7 км² — вода), согласно переписи 2002 года, проживают 199 человек. Плотность населения составляет 16,8 чел./км².
- FIPS-код города — 27-33416[1]
- GNIS-идентификатор — 0661645[2]